# Эжгейра
Эжгейра (порт. Esgueira) — район (фрегезия) в Португалии, входит в округ Авейру. Является составной частью муниципалитета Авейру. Находится в составе крупной городской агломерации Большое Авейру. По старому административному делению входил в провинцию Бейра-Литорал. Входит в экономико-статистический субрегион Байшу-Воуга, который входит в Центральный регион. Население составляет 12 262 человека. Занимает площадь 17,72 км².
Покровителем района считается Андрей Первозванный (порт. Santo André).